# 魁北克日
魁北克日（法語：Fête nationale du Québec）為魁北克省的省慶，於每年6月24日舉辦，由於當日為施洗約翰的瞻禮日（feast day），又被稱為（圣让巴蒂斯特节），並於1925年宣布定為魁北克省的公共假期。

## 國定假日

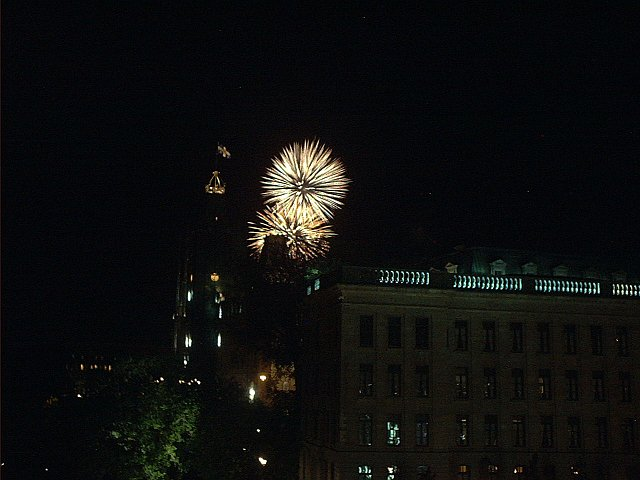
於魁北克日前夕，魁北克的市議會大廈上空燃放煙火。

在魁北克，6月24日（魁北克日）或者其他省定假期皆是《尊重勞工標準法》中所規定的合法有薪假1977年，副省長Hugues Lapointe據省長René Lévesque的建議頒布了一項樞密令，宣布6月24日為魁北克省的省定假日。
隔年，國慶組織委員會（法語：Comitéorganisateurdelafêtenationale）成立。委員會最初委託魁北克民眾節日協會組織這項活動。1984年，在該節日成立150週年時，慶祝活動的組織，將工作委託給了主權主義的魁北克民族運動（MNQ）。
透過將其定為法定假日，這天成為所有魁北克人的節日，而且不限於是法裔加拿大人或天主教徒的節日。慶祝活動逐漸世俗化，主要是由於民族奎基黨所採取的行動，6月23日和24日成為現在人們所知道的節日。有許多的慶祝活動都在節日前一天晚上舉行。
雖然公民慶祝活動的宗教意涵已經消失，但這一天仍被普遍稱為「la St-Jean-Baptiste」或簡稱為「la St-Jean」（尤其是企業界），並且仍在教堂中慶祝。
2010年和2011年，法蘭克-安大略省的新民主黨議員克勞德·格拉維爾（Claude Gravelle）在下議院中提出了一項私人草案，要求承認魁北克日為加拿大的聯邦假日。